# 스페인의 총리 목록
이 문서는 스페인의 역대 총리를 나열하고 있다.

## 역대 스페인의 총리 목록 (1975년 이후~)
| 대 | 초상        | 성명 (출생~사망)                        | 임기             | 임기             | 정당         | 선거               | 군주                          |
| -- | ----------- | --------------------------------------- | ---------------- | ---------------- | ------------ | ------------------ | ----------------------------- |
| 1  |             | 아돌포 수아레스 (1932~2014)             | 1976년 7월 3일   | 1981년 2월 26일  | 민주중도연합 | 1977년             | 후안 카를로스 1세 (1975~2014) |
| 1  | 1979년      | 아돌포 수아레스 (1932~2014)             | 1976년 7월 3일   | 1981년 2월 26일  | 민주중도연합 |                    | 후안 카를로스 1세 (1975~2014) |
| 2  |             | 레오폴도 칼보소텔로 (1926~2008)         | 1981년 2월 26일  | 1982년 12월 2일  | 민주중도연합 | -                  | 후안 카를로스 1세 (1975~2014) |
| 3  |             | 펠리페 곤살레스 (1942~)                 | 1982년 12월 2일  | 1996년 5월 5일   | 사회노동당   | 1982년             | 후안 카를로스 1세 (1975~2014) |
| 3  | 1986년      | 펠리페 곤살레스 (1942~)                 | 1982년 12월 2일  | 1996년 5월 5일   | 사회노동당   |                    | 후안 카를로스 1세 (1975~2014) |
| 3  | 1989년      | 펠리페 곤살레스 (1942~)                 | 1982년 12월 2일  | 1996년 5월 5일   | 사회노동당   |                    | 후안 카를로스 1세 (1975~2014) |
| 3  | 1993년      | 펠리페 곤살레스 (1942~)                 | 1982년 12월 2일  | 1996년 5월 5일   | 사회노동당   |                    | 후안 카를로스 1세 (1975~2014) |
| 4  |             | 호세 마리아 아스나르 (1953~)            | 1996년 5월 5일   | 2004년 4월 17일  | 국민당       | 1996년             | 후안 카를로스 1세 (1975~2014) |
| 4  | 2000년      | 호세 마리아 아스나르 (1953~)            | 1996년 5월 5일   | 2004년 4월 17일  | 국민당       |                    | 후안 카를로스 1세 (1975~2014) |
| 5  |             | 호세 루이스 로드리게스 사파테로 (1960~) | 2004년 4월 17일  | 2011년 12월 21일 | 사회노동당   | 2004년             | 후안 카를로스 1세 (1975~2014) |
| 5  | 2008년      | 호세 루이스 로드리게스 사파테로 (1960~) | 2004년 4월 17일  | 2011년 12월 21일 | 사회노동당   |                    | 후안 카를로스 1세 (1975~2014) |
| 6  |             | 마리아노 라호이 (1955~)                 | 2011년 12월 21일 | 2018년 6월 1일   | 국민당       | 2011년             | 후안 카를로스 1세 (1975~2014) |
| 6  | 2015년      | 마리아노 라호이 (1955~)                 | 2011년 12월 21일 | 2018년 6월 1일   | 국민당       | 펠리페 6세 (2014~) | 후안 카를로스 1세 (1975~2014) |
| 6  | 2016년      | 마리아노 라호이 (1955~)                 | 2011년 12월 21일 | 2018년 6월 1일   | 국민당       | 펠리페 6세 (2014~) |                               |
| 7  |             | 페드로 산체스 (1972~)                   | 2018년 6월 1일   | 현직             | 사회노동당   | 펠리페 6세 (2014~) | -                             |
| 7  | 2019년 4월  | 페드로 산체스 (1972~)                   | 2018년 6월 1일   | 현직             | 사회노동당   | 펠리페 6세 (2014~) |                               |
| 7  | 2019년 11월 | 페드로 산체스 (1972~)                   | 2018년 6월 1일   | 현직             | 사회노동당   | 펠리페 6세 (2014~) |                               |

## 같이 보기
- 스페인의 총리
- 스페인 국왕 목록